# Französische Rugby-Union-Meisterschaft 1926/27
Die Saison 1926/27 war die 31. Austragung der französischen Rugby-Union-Meisterschaft (französisch Championnat de France de rugby à XV). Sie umfasste 40 Mannschaften in der ersten Division (heutige Top 14).
Nach einer regionalen Qualifikation begann die Meisterschaft mit der ersten Gruppenphase, bei der in acht Gruppen je fünf Mannschaften aufeinander trafen. Jeweils die Erst- und Zweitplatzierten qualifizierten sich für die zweite Gruppenphase. Diese umfasste vier Vierergruppen, wobei jeweils die beste Mannschaft in die Finalphase einzog. Währenddessen trugen die Fünftplatzierten der ersten Gruppenphase ein Play-out aus; da es keine Absteiger gab, ging es hier in erster Linie um eine bessere Ausgangslage für die nächste Saison. In der Finalphase folgten Halbfinale und Finale. Im Endspiel, das am 29. Mai 1927 im Stade des Ponts-Jumeaux in Toulouse stattfand, trafen die beiden Halbfinalsieger aufeinander und spielten um den Bouclier de Brennus. Dabei setzte sich Stade Toulousain gegen Stade Français durch und errang zum sechsten Mal den Meistertitel.

## Erste Gruppenphase
|    | Team         | Siege | Unent. | Ndlg. | Spiel- punkte | Diff. | Tabellen- punkte |
| -- | ------------ | ----- | ------ | ----- | ------------- | ----- | ---------------- |
| 1. | FC Lézignan  | 3     | 1      | 0     | 51:6          | + 45  | 11               |
| 2. | SC Albi      | 3     | 0      | 1     | 34:19         | + 15  | 10               |
| 3. | RC Toulon    | 1     | 1      | 2     | 26:29         | − 3   | 7                |
| 4. | US Dax       | 1     | 0      | 3     | 22:48         | − 26  | 6                |
| 5. | SC Angoulême | 1     | 0      | 3     | 14:45         | − 31  | 6                |

|    | Team         | Siege | Unent. | Ndlg. | Spiel- punkte | Diff. | Tabellen- punkte |
| -- | ------------ | ----- | ------ | ----- | ------------- | ----- | ---------------- |
| 1. | AS Béziers   | 2     | 2      | 0     | 71:3          | + 68  | 10               |
| 2. | UA Libourne  | 3     | 0      | 1     | 38:27         | + 11  | 10               |
| 3. | SU Agen      | 2     | 1      | 1     | 21:3          | + 18  | 9                |
| 4. | AS Soustons  | 1     | 1      | 2     | 9:12          | − 3   | 7                |
| 5. | SU Cavaillon | 0     | 0      | 4     | 5:99          | − 94  | 4                |

|    | Team            | Siege | Unent. | Ndlg. | Spiel- punkte | Diff. | Tabellen- punkte |
| -- | --------------- | ----- | ------ | ----- | ------------- | ----- | ---------------- |
| 1. | Section Paloise | 4     | 0      | 0     | 66:11         | + 55  | 12               |
| 2. | SA Bordeaux     | 3     | 0      | 1     | 57:18         | + 39  | 10               |
| 3. | AS Montferrand  | 2     | 0      | 2     | 55:21         | + 34  | 8                |
| 4. | TOEC            | 1     | 0      | 3     | 20:34         | − 14  | 6                |
| 5. | CA Brive        | 0     | 0      | 4     | 8:122         | − 114 | 4                |

|    | Team               | Siege | Unent. | Ndlg. | Spiel- punkte | Diff. | Tabellen- punkte |
| -- | ------------------ | ----- | ------ | ----- | ------------- | ----- | ---------------- |
| 1. | Stade Français     | 4     | 0      | 0     | 46:16         | + 30  | 12               |
| 2. | Stadoceste Tarbais | 3     | 0      | 1     | 27:17         | + 10  | 10               |
| 3. | Stade Bordelais    | 2     | 0      | 2     | 23:19         | + 4   | 8                |
| 4. | Biarritz Olympique | 1     | 0      | 3     | 31:35         | − 4   | 6                |
| 5. | CA Périgueux       | 0     | 0      | 4     | 16:56         | − 40  | 4                |

|    | Team            | Siege | Unent. | Ndlg. | Spiel- punkte | Diff. | Tabellen- punkte |
| -- | --------------- | ----- | ------ | ----- | ------------- | ----- | ---------------- |
| 1. | US Carcassonne  | 3     | 0      | 1     | 41:6          | + 35  | 10               |
| 2. | FC Grenoble     | 3     | 0      | 1     | 54:9          | + 45  | 10               |
| 3. | Stade Hendayais | 2     | 0      | 2     | 12:38         | − 26  | 8                |
| 4. | SC Pamiers      | 1     | 0      | 3     | 13:48         | − 35  | 6                |
| 5. | CASG Paris      | 1     | 0      | 3     | 9:28          | − 19  | 6                |

|    | Team                  | Siege | Unent. | Ndlg. | Spiel- punkte | Diff. | Tabellen- punkte |
| -- | --------------------- | ----- | ------ | ----- | ------------- | ----- | ---------------- |
| 1. | Stade Toulousain      | 4     | 0      | 0     | 92:12         | + 80  | 12               |
| 2. | US Perpignan          | 3     | 0      | 1     | 67:30         | + 37  | 10               |
| 3. | CA Bègles             | 2     | 0      | 2     | 38:28         | + 10  | 8                |
| 4. | USA Limoges           | 1     | 0      | 3     | 29:63         | − 34  | 6                |
| 5. | CA Villeneuve-sur-Lot | 0     | 0      | 4     | 21:114        | − 93  | 4                |

|    | Team             | Siege | Unent. | Ndlg. | Spiel- punkte | Diff. | Tabellen- punkte |
| -- | ---------------- | ----- | ------ | ----- | ------------- | ----- | ---------------- |
| 1. | US Cognac        | 3     | 1      | 0     | 21:15         | + 6   | 11               |
| 2. | RC Narbonne      | 2     | 0      | 2     | 42:26         | + 16  | 8                |
| 3. | FC Lourdes       | 2     | 0      | 2     | 9:17          | − 8   | 8                |
| 4. | US Montauban     | 1     | 1      | 2     | 11:31         | − 20  | 7                |
| 5. | Aviron Bayonnais | 1     | 0      | 3     | 25:19         | + 6   | 6                |

|    | Team                  | Siege | Unent. | Ndlg. | Spiel- punkte | Diff. | Tabellen- punkte |
| -- | --------------------- | ----- | ------ | ----- | ------------- | ----- | ---------------- |
| 1. | US Quillan            | 4     | 0      | 0     | 69:15         | + 54  | 12               |
| 2. | Racing Club de France | 2     | 0      | 2     | 40:32         | + 8   | 8                |
| 3. | Lyon OU               | 2     | 0      | 2     | 32:62         | − 30  | 8                |
| 4. | SC Mazamet            | 1     | 0      | 3     | 18:24         | − 6   | 6                |
| 5. | Boucau Stade          | 1     | 0      | 3     | 18:44         | − 26  | 6                |

## Zweite Gruppenphase
|    | Team                  | Siege | Unent. | Ndlg. | Spiel- punkte | Diff. | Tabellen- punkte |
| -- | --------------------- | ----- | ------ | ----- | ------------- | ----- | ---------------- |
| 1. | Stade Toulousain      | 2     | 1      | 0     | 19:5          | + 14  | 8                |
| 2. | US Carcassonne        | 2     | 1      | 0     | 61:0          | + 61  | 8                |
| 3. | Racing Club de France | 1     | 0      | 2     | 15:25         | − 10  | 5                |
| 4. | UA Libourne           | 0     | 0      | 3     | 8:73          | − 65  | 3                |

|    | Team               | Siege | Unent. | Ndlg. | Spiel- punkte | Diff. | Tabellen- punkte |
| -- | ------------------ | ----- | ------ | ----- | ------------- | ----- | ---------------- |
| 1. | Section Paloise    | 3     | 0      | 0     | 29:3          | + 26  | 9                |
| 2. | Stadoceste Tarbais | 2     | 0      | 1     | 18:9          | + 9   | 7                |
| 3. | SC Albi            | 1     | 0      | 2     | 3:21          | − 18  | 5                |
| 4. | AS Béziers         | 0     | 0      | 3     | 3:20          | − 17  | 3                |

|    | Team         | Siege | Unent. | Ndlg. | Spiel- punkte | Diff. | Tabellen- punkte |
| -- | ------------ | ----- | ------ | ----- | ------------- | ----- | ---------------- |
| 1. | SA Bordeaux  | 2     | 1      | 0     | 14:6          | + 8   | x                |
| 2. | US Perpignan | 2     | 0      | 1     | 25:6          | + 19  | x                |
| 3. | SC Albi      | 1     | 0      | 2     | 0:8           | − 8   | x                |
| 4. | AS Béziers   | 0     | 1      | 2     | 9:28          | − 19  | x                |

|    | Team           | Siege | Unent. | Ndlg. | Spiel- punkte | Diff. | Tabellen- punkte |
| -- | -------------- | ----- | ------ | ----- | ------------- | ----- | ---------------- |
| 1. | Stade Français | 2     | 0      | 1     | 32:20         | + 12  | 7                |
| 2. | FC Lézignan    | 2     | 0      | 1     | 34:20         | + 14  | 7                |
| 3. | RC Narbonne    | 2     | 0      | 1     | 27:16         | + 11  | 7                |
| 4. | FC Grenoble    | 0     | 0      | 3     | 8:45          | − 37  | 3                |

## Play-out

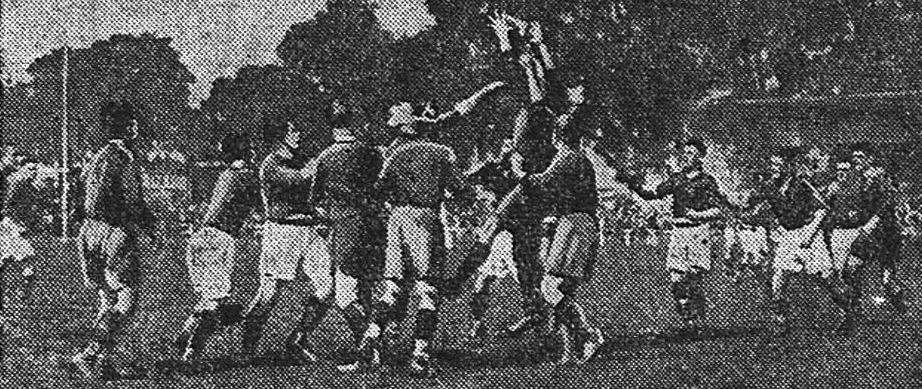
Spielszene im Meisterschaftsfinale

Da es keine Absteiger gab, diente das Play-out dazu, die Gruppeneinteilung in der darauf folgenden Saison zu ermitteln. Detailergebnisse sind nicht bekannt.

## Finalphase

### Halbfinale
| Datum        | Begegnung                        | Ergebnis |
| ------------ | -------------------------------- | -------- |
| 15. Mai 1927 | Stade Toulousain – SA Bordeaux   | 34:9     |
| 22. Mai 1927 | Stade Français – Section Paloise | 12:9     |

### Finale
| 29. Mai 1927 | Stade Toulousain                                                  | 19 : 9  | Stade Français                                              | Stade des Ponts-Jumeaux, Toulouse Zuschauer: 20.000 Schiedsrichter: Louis Capelle |
| 29. Mai 1927 | Versuche: Dulaurens (2) Borde Bergès A. Camel Erhöhungen: Salinié | Bericht | Versuche: Daudignon Erhöhungen: Herzowitz Dropgoals: Verger | Stade des Ponts-Jumeaux, Toulouse Zuschauer: 20.000 Schiedsrichter: Louis Capelle |

Aufstellungen
Stade Toulousain: Bernard Bergès, Alex Bioussa, François Borde, André Camel, Marcel Camel, René Corbarieu, Clément Dulaurens, Gabriel Gras, Gabriel Griotteray, Maurice Latrille, Louis Magnol, Pierre Peyronnel, François Raymond, René Salinié, Gabriel Serres
Stade Français: Henri Bernadac, Robert Houdet, Branca, Louis Courtejaire, Georges Daudignon, Jean Duhau, Chaya Leib Herzowitz, Adolphe Jauréguy, René Laffond, Pierre Lassau, Richard Majérus, Pierre Moureu, Paul Olivary, Jean Saint-Germain, André Verger